# Позен Леонід Володимирович

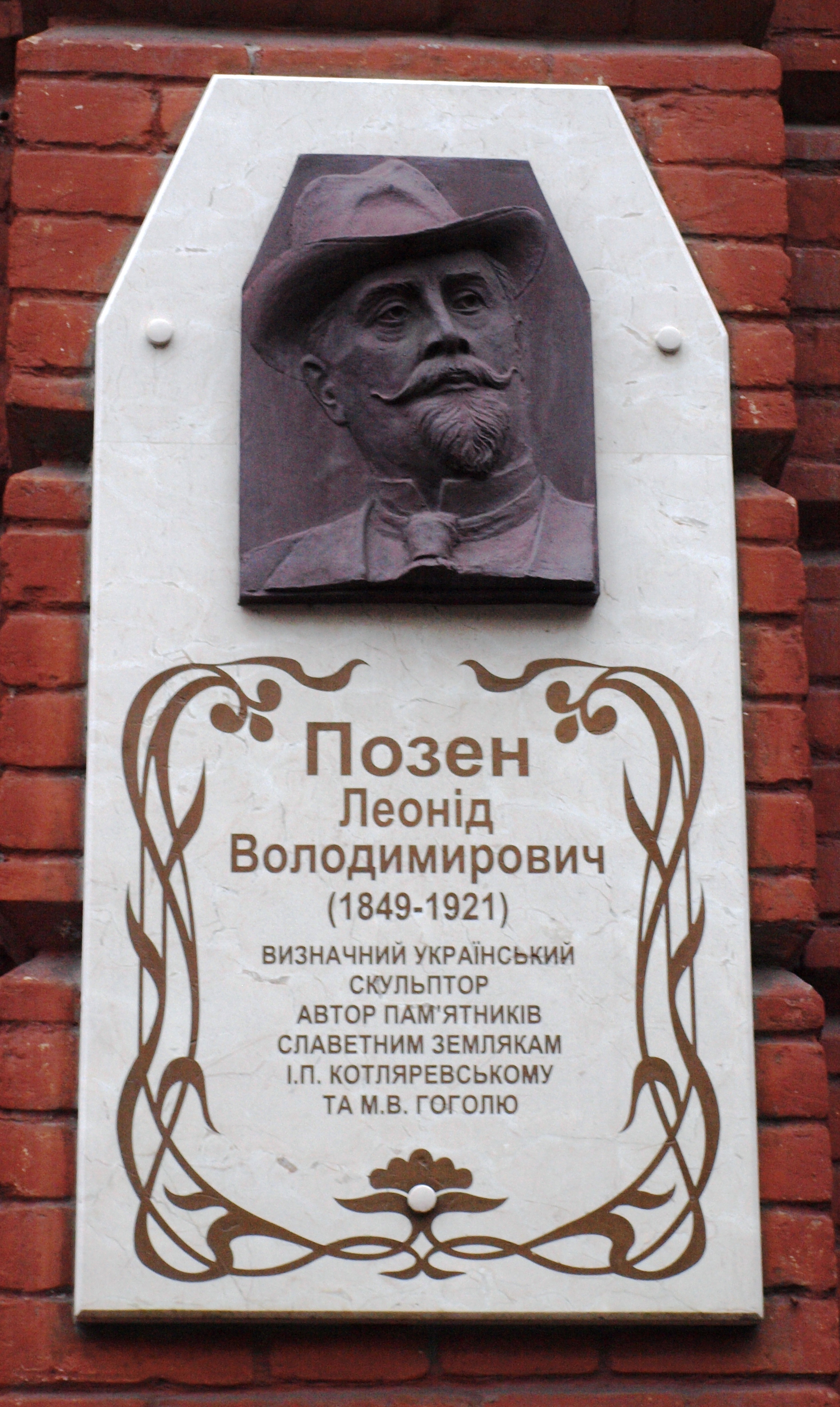
Меморіальна дошка Леоніду Позену у Полтаві

Леоні́д Володи́мирович По́зен (* 26 лютого 1849, Оболонь, Хорольський повіт — † 8 січня 1921, Петроград) — український скульптор-передвижник, дійсний член Петербурзької академії мистецтв (з 1894 року).

## Біографія
Народився у селі Оболоні Хорольського повіту Полтавської губернії (бувшого Семенівського району нині Кременчуцького району) Полтавської області, де був маєток його діда М. П. Позена.
Батько Леоніда Позена – Володимир Позен – був відставним штабс-капітаном. Мав з дружиною Софією семеро синів. Дитинство Леоніда минуло в дідовім маєтку, де він з братами здобув домашню освіту.  Дуже любив ліпити з житнього хліба різні фігурки.
У 15 років вступив до п’ятого класу Першої полтавської гімназії, там продовжив займатися мистецтвом – малював, ліпив. Цей потяг хлопця підтримував учитель малювання Федот Ткаченко, друг Тараса Шевченка.
Закінчив Першу полтавську гімназію.
1867 року він вступає до Харківського університету, а за рік переводиться на юрфак Петербурзького.
1872 р. закінчує  виш  юридичний факультет Петербурзького університету і став працювати помічником присяжного повіреного в Петербурзі.
Мешкав у Полтаві у 1876–1891 роках. Працював товаришем прокурора Полтавського окружного суду. Відтоді розпочалася його суддівська кар’єра, яка тривала 40 років. На цій посаді Леонід від судового слідчого дослужився аж до сенатора кримінального касаційного департаменту урядового Сенату, таємного радника.
Працював у Петербурзі, з 1912 року — сенатор.
Спеціальної художньої освіти не мав. З 1880 року — експонент, з 1891 року — член товариства передвижників.
У Полтаві, де Позен мешкав 15 років (по 1891 рік), він мав два будинки в районі нинішнього Березового скверу. Дружина-полтавка Позена Марія Дейтріх походила з  відомої родини. Її мати Катерина Дейтріх більше 30 літ очолювала місцевий Інститут шляхетних дівчат.
В Позена і його дружини Марії власних дітей не було. Пара удочерила сироту – доньку покійних односельців. 1891 року Леонід планував з дружиною і донькою виїхати до Петербурга, але напередодні поїздки стався нещасний випадок – дитина втопилася в місцевому озері. Для батьків це стало великою трагедією.
1891 року  переїхав в Петербург. Працював у прокуратурі місцевого окружного суду.
1894 р. його обрали членом Товариства передвижників, за рік став членом Ради Академії. У цей період створює скульптурну композицію “Оранка в Малоросії”, яка з успіхом експонується на виставках. Загалом майстер взяв участь у майже 48 виставках, де презентував понад 50 своїх робіт.
Виконав численні скульптурні групи і статуетки на теми з життя та історії українського народу («Кобзар», 1883 р.; «Переселенці», 1884 р.; «Жебрак», 1886 р.; «Запорожець у розвідці», 1887 р.; «Скіф», 1889 р.; «Оранка на Україні», 1897 р. та інші). Створив погруддя Г. Г. Мясоєдова (1890 р.), Ф. Г. Стравинського (1897 р.), М. О. Ярошенка (1898 р., 1899 р.) та ін.
Автор пам'ятника Івану Котляревському (відкритий в 1903 році).  Пам'ятник Котляревському включає горельєфи, натхненні його знаковими творами: «Енеїда», «Наталка Полтавка» та «Москаль-чарівник», які майстерно відображають образи літературних героїв. Існує думка, що для створення образу Наталки Полтавки Позен використовував як натурниць Тетяну Абазу, доньку міського голови Олександра Абази, та Олену Дейтріх, сестру дружини скульптора.
Після встановлення монумента І. Котляревському Леонід Позен отримав пропозицію попрацювати над пам’ятником Миколі Гоголю. Монумент земляку-письменнику Л. Позен теж створив безкоштовно. Його виконано 1915 року, та встановлено аж 1934-го (до 125-річчя з дня народження М. Гоголя).  Він зображував сидячого письменника, заглибленого у свої думки. Цей пам'ятник вважався одним із найкращих скульптурних портретів Гоголя.
Виконав для Полтавської школи імені Івана Котляревського скульптурне погруддя українського письменника. Був у дружніх стосунках з художниками Василем Волковим, Іваном Зайцевим, Григорієм Мясоєдовим.
8 січня 1921 року Леонід Позен відійшов у засвіти у Петрограді. Похований на Смоленському цвинтарі. По смерті чоловіка, дружина передала скульптури Полтавському та Ленінградському музеям.
Твори зберігаються у Полтавському художньому музеї, Музеї українського образотворчого мистецтва у Києві, Третьяковській галереї у Москві, російському музеї у Санкт-Петербурзі.
У Полтаві на честь Позена у 1962 році названо провулок. У с. Оболонь в рамках закону про декомунізацію в честь нього перейменовану центральну вулицю села.
В жовтні 2014 року в Полтаві Л. Позену встановлено меморіальну дошку на вулиці Небесної Сотні.